# Tord Gustavsen
Tord Gustavsen (n. 5 octombrie 1970, Oslo) este un pianist de jazz din Norvegia.

## Biografie
Născut la Oslo, dar crescut la Hurdal, Gustavsen a studiat la secția de jazz a Conservatorului din Trondheim și la Universitatea din Oslo (psihologie, sociologie, istoria religiilor).

## Discografie
1. Cu Tord Gustavsen Trio:
- Changing Places (2003), ECM
- The Ground (2005), ECM (locul 8 pe „Traditional Jazz Chart”, Billboard [2])
- Being There (2007), ECM

2. Cu Tord Gustavsen Ensemble:
- Restored, Returned (2009), ECM

## Aprecieri critice
- în lb. engleză Arhivat în 1 octombrie 2006, la Wayback Machine.
- în lb. norvegiană[nefuncțională]